# Sokół (szybowiec)
Sokół – polski szybowiec akrobacyjny, skonstruowany w dwudziestoleciu międzywojennym.

## Historia
Antoni Kocjan w 1934 roku zaprojektował szybowiec akrobacyjny, który był pomyślany jako konkurent dla CW-7. W Warsztatach Szybowcowych w Warszawie zbudowano trzy egzemplarze, wiosną 1935 roku przystąpiono do ich oblatywania. Podczas pierwszego lotu doszło do wypadku. Samolot RWD-8 pełniący rolę holownika miał awarię silnika i Kazimierz Kula był zmuszony do awaryjnego wyczepienia szybowca. Podczas podejścia do lądowania szybowiec zderzył się z topolą rosnącą na obrzeżach lotniska. Pilot wyszedł z katastrofy bez szwanku, szybowiec nie nadawał się do naprawy i został skasowany.
Kilka tygodni później oblatano drugi prototyp szybowca, który wykazał dobre właściwości lotne. Wykazał się dużą zwrotnością i sterownością. Duża doskonałość pozwalała na wykonanie wielu figur akrobacji nawet z niewielkiej wysokości, co uznano za szczególnie przydatne przy lotach szkolnych, treningowych i pokazowych. Szybowiec też doskonale sprawdzał się przy lotach żaglowych, a niska masa własna ułatwiała jego transport. Liga Obrony Powietrznej i Przeciwgazowej zakupiła wyprodukowane egzemplarze na potrzeby aeroklubów. Głównymi użytkownikami był Aeroklub Warszawski i Aeroklub Lwowski. Wspólnie z CW-7 był używany do szkolenia pilotów w akrobacji szybowcowej.
W czerwcu 1935 roku Sokół został wykorzystany, wraz z CW-7, podczas I Kursu Akrobacji na lotnisku mokotowskim pod kierunkiem inż. Szczepana Grzeszczyka. Szybowiec potwierdził swe dobre właściwości pilotażowe. Uznano, że mogą na nim latać piloci zaawansowani, którzy odbyli wcześniej szkolenie na CW-7. Szybowiec został przekazany do szkoły w Bezmiechowej celem dokładniejszego sprawdzenia możliwości wykonywania na nim lotów żaglowych i akrobacji. Na bazie doświadczeń zebranych podczas sezonu szybowcowego Instytut Techniki Szybownictwa dokonał analizy porównawczej używanych wówczas szybowców (CW-5, SG-3, Sokół i Komar) i ich zastosowania do dalekich przelotów. W tym zestawieniu Sokół został pokonany przez CW-5 i SG-3, które wykazały się lepszą doskonałością i mniejszą prędkością opadania.
Późniejsza eksploatacja w aeroklubach ujawniła niewystarczającą wytrzymałość konstrukcji. Wprowadzono ograniczenia przy lotach z dużymi prędkościami i konstruktor przystąpił do opracowywania udoskonalonej wersji szybowca. Została wzmocniona jego konstrukcja, ponadto zmieniono wiatrochron i poprawiono obrys usterzenia pionowego. Współczynnik obciążenia niszczącego wzrósł do 12. Wiosną 1937 roku Warsztaty Szybowcowe wykonały prototyp nowej wersji szybowca, którą oznaczano jako Sokół-bis. Wyprodukowano 5 egzemplarzy tej wersji.
Pomimo wprowadzonych zmian wypadki z udziałem Sokoła nadal miały miejsce. W Katowicach w 1937 roku, podczas lotu plecowego z dużą prędkością, doszło do urwania skrzydeł w Sokole pierwszej wersji i pilotujący go A. Kosarz opuścił szybowiec na spadochronie. Kolejny wypadek miał miejsce w 1938 roku, kiedy to podczas wykonywania pętli odwróconej na lotnisku Okęcie Sokół rozpadł się w powietrzu, a pilotujący go Andrzej Włodarkiewicz uratował się skacząc na spadochronie.
Od 18 do 24 maja 1936 roku, w ramach obrad Międzynarodowej Komisji Studiów Szybowcowych (ISTUS), Aeroklub Węgier zorganizował pokazy i zawody szybowcowe. Związek Harcerstwa Polskiego wystawił reprezentację, która stacjonowała na lotnisku Hármashatárhegy. Sokół został zaprezentowany podczas pokazu akrobacji wykonywanej przez Tadeusza Derengowskiego i Kazimierza Kulę.
W maju i czerwcu 1937 roku Sokół-bis, pilotowany na zmianę przez Jana Pełkę i Antoniego Majcherczyka, wziął udział w rajdzie propagującym polskie lotnictwo w Rumunii, Bułgarii, Grecji, Jugosławii, Austrii i na Węgrzech zorganizowanym przez Aeroklub Warszawski. Szybowiec pokonał trasę o długości 3400 kilometrów. W dniach 29 lipca — 19 sierpnia 1937 roku Sokół-bis pilotowany przez Tadeusza Derengowskiego wziął udział Międzynarodowym Zlocie Skautowym w Vogelenzang w Holandii, podczas których został zaprezentowany w locie.
24 kwietnia 1938 roku Sokół został zaprezentowany podczas imprezy z okazji 25-lecia węgierskiego skautingu. Na lotnisko Budaörs dotarł na holu za RWD-8. Został zaprezentowany regentowi Miklósowi Horthemu, a następnie Tadeusz Derengowski zaprezentował na nim pokaz akrobacji. Na początku maja 1938 roku Sokół został zaprezentowany przez Aeroklub Lwowski podczas rajdu lotniczego do Rumunii. Szybowiec przeleciał na holu przez Czerniowce, Jassy, Bukareszt do Konstancy i z powrotem. Był prezentowany podczas pokazów lotniczych w poszczególnych miastach oraz w pokazach naziemnych. 3 września 1938 roku jeden egzemplarz Sokoła wystartował do lotu w rajdzie bałtyckim zorganizowanym przez Aeroklub Warszawski. Na holu przeleciał przez Łotwę, Estonię i południową część Finlandii.
Szybowce Sokół i Sokół-bis były używane przez polskie szybownictwo do wybuchu II wojny światowej, żaden z wyprodukowanych egzemplarzy jej nie przetrwał.

## Konstrukcja
Jednomiejscowy szybowiec akrobacyjny konstrukcji drewnianej w układzie zastrzałowego górnopłatu.
Kadłub półskorupowy o przekroju owalnym, kryty sklejką. Kabina pilota otwarta z wiatrochronem, fotel pilota dostosowany do spadochronu plecowego. Tablica przyrządów wyposażona w prędkościomierz, wysokościomierz, wariometr, busolę i zakrętomierz. Z przodu kadłuba był zamontowany hak startowy i zaczep do holu. Integralną częścią kadłuba był statecznik pionowy.
Płat o obrysie prostokątno-trapezowym, dwudzielny i dwudźwigarowy. Do pierwszego dźwigara kryty sklejką, dalej płótnem. Płat był podparty zastrzałami w kształcie V. Lotki kryte płótnem.
Usterzenie poziome płytowe, dwudzielne, jednodźwigarowe. Części przeddźwigarowe usterzenia kryte sklejką, a zadźwigarowe kryte płótnem. Napędy lotek i sterów za pomocą linek.
Podwozie jednotorowe złożone z jesionowej płozy przedniej amortyzowanej dętką. Płoza ogonowa stalowa.

## Malowanie
Szybowce Sokół miały powierzchnie sklejkowe malowane lakierem bezbarwnym a powierzchnie płócienne w kolorze cellonu. Szybowce w wersji Sokół-bis były malowane całkowicie na kolor jasnoszary. Numery rejestracyjne malowano w kolorze czarnym.